# Světelný verš
Světelný verš (jinými názvy též Světelné verše nebo Světelná poezie, anglicky "Light Verse") je sci-fi povídka spisovatele Isaaca Asimova, která vyšla poprvé v roce 1973 (vydání září/říjen) v časopise The Saturday Evening Post. Byla následně zařazena do sbírek Buy Jupiter and Other Stories (1975), The Complete Robot (1982) a Robot Dreams (1986). Česky vyšla např. ve sbírce Robohistorie I. (2004).

## Postavy
- Avis Lardnerová - vdova po W. L. Lardnerovi
- William L. Lardner - astronaut
- John Semper Travis - hlavní inženýr Americké korporace robotů a mechanických lidí (AKRaML)
- Courtney - robot paní Lardnerové
- Max - robot paní Lardnerové

## Děj
Paní Lardnerová, vdova po astronautu Williamu L. Lardnerovi žije se svými roboty a ve svém domě má bohatou sbírku cenných věcí vykládaných drahokamy - hodinky, dýky, brýle aj. Pořádá výstavy, je považována za skvělou hostitelku a skromného a milého člověka. Velký zájem vzbuzují zejména její světelné skulptury, které mají nádech geniality. Těmito „světelnými verši“, jak je sama nazývá ohromuje i profesionální umělce. Odmítá je však tvořit pro jiné účely než pro své večírky.
Služebnictvo paní Lardnerové zahrnuje několik robotů, k nimž se chová stejně jako k lidem, přestože ji za to káral jistý vládní úředník. Ten tvrdil, že zdvořilost k robotům oslabuje jejich efektivitu. Ale paní Lardnerová trvá na svém. Nehodlá ani nechat seřídit Maxe, jednoho z robotů, který špatně chápe. Paní Lardnerová tvrdí, že má svou osobnost.
Jednoho dne se na její večírek dostaví John Semper Travis, hlavní inženýr Americké korporace robotů a mechanických lidí (AKRaML), aby viděl naživo vyhlášené světelné skulptury hostitelky. Travis je tichý introvert a sám se amatérsky věnuje světelným skulpturám. Když mu Max během uvítání odebere klobouk a kabát, Travis ihned zaregistruje, že Max nefunguje, jak má. Protože je hlavním inženýrem v AKRaML, není pro něj žádný problém jej na místě vyladit. Když se později setká s paní Lardnerovou a řekne jí o tomto úkonu v dobré víře, že ji potěší, Avis bere do ruky dýku z vystavené sbírky a Travise zavraždí. Jen ona totiž věděla, že originální „světelné verše“ vytvářel Max díky tomu, že byl nesprávně seřízen.

## Česká vydání
Česky vyšla povídka v následujících sbírkách nebo antologiích:
Pod názvem Světelný verš:
- Robohistorie I. (Triton 2004)[1]

Pod názvem Světelné verše:
- Sny robotů (Mustang 1996, Knižní klub 1996)[2]

Pod názvem Světelná poezie:
- 23x Asimov (SFK Winston Praha 1989, fanbook)